# Acraea masaris
Acraea masaris är en fjärilsart som beskrevs av Charles Oberthür 1893. Acraea masaris ingår i släktet Acraea och familjen praktfjärilar. Inga underarter finns listade i Catalogue of Life.